# Yendry Díaz
Yendry Díaz Pérez (Matanzas, 6 maggio 1987) è un ex calciatore cubano, di ruolo difensore.